# مارتن إف. سميث
مارتن إف. سميث هو محامي وقاضي وسياسي أمريكي، ولد في 28 مايو 1891 في شيكاغو في الولايات المتحدة، وتوفي في 25 أكتوبر 1954 في بيثيسدا في الولايات المتحدة. نشط حزبياً في الحزب الديمقراطي. وقد انتخب عضو مجلس النواب الأمريكي ‏.